# Christina Hengster
Christina Hengster (* 4. Februar 1986 in Rum, Tirol) ist eine ehemalige österreichische Bobsportlerin und gegenwärtige Sportfunktionärin.

## Werdegang
Christina Hengster begann zunächst als Bremserin mit dem Bobsport und debütierte im Dezember 2004 gemeinsam mit Silke Zeuner als 23. in Igls im Weltcup. Es folgten weitere Starts im Europa- und Weltcup, ehe sie 2007 selbst in den Pilotensitz wechselte. In der Saison 2007/08 startete sie im Europacup, wo sie als Dritte in Winterberg ihre erste Podestplatzierung erreichte. Ihr erstes Weltcuprennen als Pilotin bestritt sie im November 2008 ebenfalls in Winterberg und wurde 20.; in Igls erreichte sie als 12. ihr bis dahin bestes Resultat. 2009 startete sie erstmals bei den Weltmeisterschaften und belegte mit Anna Feichtner den 17. Rang. Im Winter 2009/10 nahm sie zum ersten Mal an allen acht Rennen des Weltcups teil und wurde nach Platzierungen zwischen 17 und 24 insgesamt 20. Bei der Junioren-WM 2010 gewann sie mit Bremserin Inga Versen die Bronzemedaille.
In der Saison 2010/11 startete Hengster zunächst hauptsächlich im Europacup, wo sie vier dritte Plätze erreichte und in der Gesamtwertung Vierte wurde. Bei vier Starts im Weltcup erreichte sie anschließend je zwei zehnte und zwölfte Ränge und wurde Sechste bei der Europameisterschaft. Im Winter 2011/12 erreichte Hengster ihre ersten einstelligen Platzierungen im Weltcup, darunter als Dritte in Igls ihr erstes Podiumsresultat, und wurde Siebte im Gesamtweltcup. Im Jänner 2011 wurde sie ebenfalls in Igls gemeinsam mit Anna Feichtner Juniorenweltmeisterin. Bei der Weltmeisterschaft 2012 in Lake Placid wurde sie mit Inga Versen Neunte. Im Bob-Weltcup 2012/13 erreichte Hengster in sieben der neun Saisonrennen Top-10-Plätze und wurde Achte in der Gesamtwertung. Dabei verpasste sie als Vierte in Lake Placid nur knapp einen weiteren Podestplatz und wurde erneut Sechste bei der Europameisterschaft in Igls. Im Weltcup 2013/14 konnte Hengster sich nicht unter den besten zehn platzieren, nahm zum Saisonabschluss jedoch an den Olympischen Spielen von Sotschi teil. Dort belegte sie mit den Bremserinnen Viola Kleiser (1. und 2. Lauf) und Alexandra Tüchi (3. + 4. Lauf) den 15. Platz.
Im Winter 2014/15 bestritt Christina Hengster die erste Saisonhälfte erneut im Europacup, wo sie mehrere Podestplätze erreichte, darunter einen Sieg in Königssee. Anschließend belegte sie im Weltcup in fünf Rennen Platzierungen zwischen 7 und 10 und wurde bei der Weltmeisterschaft in Winterberg im Zweierbob mit Sanne Dekker Elfte und mit der österreichischen Mannschaft Sechste. In der Saison 2015/16 erreichten Hengster und Dekker bereits im ersten Saisonrennen in Altenberg einen dritten Rang im Weltcup. Im Jänner 2016 folgten bei den Überseeweltcups weitere dritte Plätze in Lake Placid und Whistler sowie mit Rang 2 in Park City das bisher beste Ergebnis ihrer Karriere. Außerdem gewann sie bei der Weltmeisterschaft im heimischen Igls Bronze mit dem Team und wurde in der Weltcup-Gesamtwertung Dritte. Am 17. November 2018 trat Christina Hengster zurück, sie möchte sich nach der Karriere, ihrem Beruf in der Polizei widmen.
Im Januar 2019 wurde sie zur Repräsentantin des Athletenbeirats der International Bobsleigh & Skeleton Federation gewählt. Sie wurde Nachfolgerin von Peter van Wees. Bei der Wahl setzte sie sich gegen ihre deutsche Mitbewerberin Anja Selbach durch.

## Erfolge
- Olympische Winterspiele
  - 2014 in Sotschi: 15. Platz
- Weltmeisterschaften
  - 2016 in Igls: 6. Platz, 3. Platz (Team)
  - 2015 in Winterberg: 11. Platz
  - 2013 in St. Moritz: 13. Platz
  - 2012 in Lake Placid: 17. Platz
- Europameisterschaften
  - 2017 in Winterberg: 3. Platz
  - 2016 in St. Moritz: 4. Platz
  - 2015 in La Plagne: 5. Platz
  - 2014 in Königssee: 9. Platz
  - 2013 in Igls: 6. Platz
  - 2012 in Altenberg: 5. Platz
  - 2011 in Winterberg: 6. Platz
- Weltcup-Gesamtwertung
  - 2016/17: 4. Platz
  - 2015/16: 3. Platz
  - 2014/15: 12. Platz
  - 2013/14: 15. Platz
  - 2012/13: 8. Platz
  - 2011/12: 7. Platz
  - 2010/11: 16. Platz
- Europacup-Gesamtwertung
  - 2014/15: 5. Platz